# 喀秋莎 (电视频道)
喀秋莎（俄语：Телеканал «КАТЮША»）是俄罗斯第一频道与中国中央电视台合作、面向中国观众播出的一条文化教育频道，2017年11月1日开播。

## 简介
喀秋莎频道名称源自在中俄两国都家喻户晓的歌曲《喀秋莎》，节目涵盖了俄罗斯纪录片、科普节目、历史及娱乐节目等，以俄语原音播出，配有中文字幕。